# Neeltje de Vlieger
Neeltje de Vlieger (1600/1610 - 1662 ?) was een Nederlandse kunstschilderes gespecialiseerd in bloemstukken.

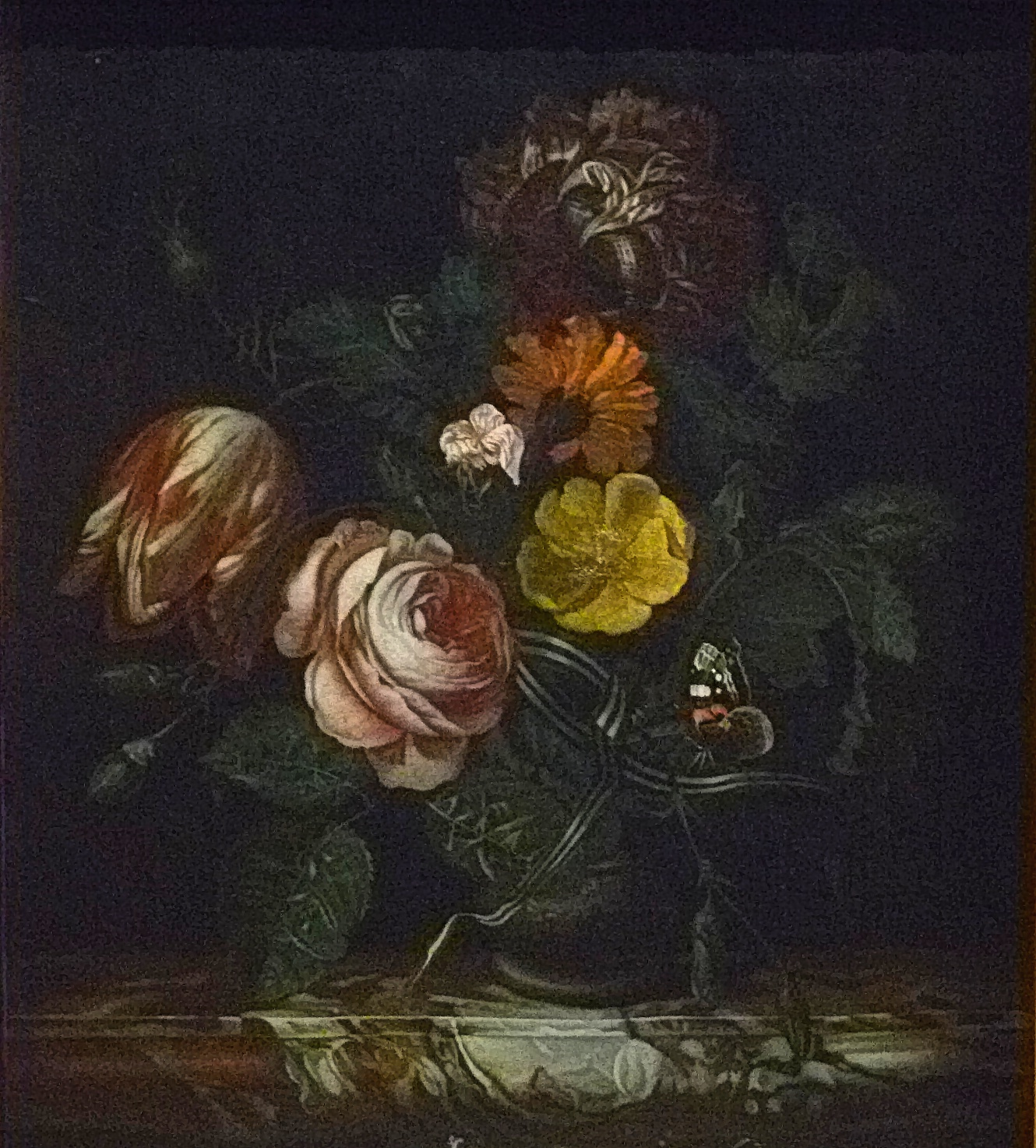
Bloemstuk (Art Museum Riga Bourse, Riga, Letland)

Haar ouders waren Jacob Pietersz van Zwet, alias: Jacob Pieters Bolleweck (? - ca. 1634) en Lysbeth Wouters (? - ?). Zij was de zuster van de marineschilder Simon de Vlieger (ca. 1601-1653). Zij woonde in Rotterdam tussen 1634 en 1651. 
Zij wordt echter in de literatuur dikwijls verward met Cornelia de Vlieger, dochter van Simon de Vlieger, van wie een poëtisch huldebetoon bekend is aan de poëet Frederik Verloo. 
Er zijn verder over haar praktisch geen gegevens bekend, wat niet verwonderlijk is daar vrouwelijke schilders in de 17de eeuw maar een kleine minderheid vormden. In geschiedenisboeken worden ze nauwelijks vermeld. Het was erg ongebruikelijk voor meisjes om een opleiding als schilderes te krijgen. Een ander voorbeeld uit de Gouden Eeuw was de beter bekende Judith Leyster (Haarlem, juli 1609 - Heemstede, 10 februari 1660). In Italië werden Artemisia Gentileschi (1593-c.1652) en Sofonisba Anguissola (1532-1625) echter ten zeerste gewaardeerd. 